# Helmut Richard Niebuhr
Helmut Richard Niebuhr (3. září 1894 Wright City, Missouri – 5. července 1962 New Haven, Connecticut) byl americký křesťanský teolog. Známý se stal především díky své knize Christ and Culture a jeho posmrtně vydanou knihou The Responsible Self. Nejvíce byl ovlivněn Karlem Barthem a Ernstem Troeltschem.